# Каригочи-Лугур
Каригочи-Лугур (тадж. Қариғочи Луғур) — сельский населённый пункт (тадж. деҳа) в центральном Таджикистане. Находится в Рогунском районе — районе республиканского подчинения Таджикистана. Входит в состав сельской общины (джамоата) Сичарог. Расположен в Раштской долине, в долине реки Вахш. Расстояние от села до центра района (г. Рогун) — 55 км, центра общины (село Сичарог) — 20 км. Население — 53 человек (2017 г.), таджики. Население в основном занято сельским хозяйством (животноводство и растениводство). Земли орошаются главным образом водами малых рек и горных источников.
Находится в потопляемой зоне в связи со строительством Рогунской ГЭС, в связи с чем всё население будет переселено в село Тойчи города Турсунзаде.